# Rengersdorf I
Rengersdorf I ist eine Gemarkung im Landkreis Dingolfing-Landau. Der einzige Gemarkungsteil liegt auf dem Gebiet der Gemeinde Eichendorf und hat etwa 4,24 km².
Auf der Gemarkung liegen die Eichendorfer Gemeindeteile Büchsenholz, Paßhausen, Rengersdorf und Stelzenöd, die bei der Auflösung der Gemeinde Rengersdorf am 1. Juli 1972 zu Eichendorf kamen. Auch Kraglöd, Madl und Weilöd kamen bei der Gemeindeauflösung zu Eichendorf, liegen aber auf der Gemarkung Aufhausen.
Die Nachbargemarkungen sind Exing, Adldorf, Indersbach und Aufhausen.

## Geschichte
Die Fläche der heutigen Gemarkung Rengersdorf I und ebenso die der Gemarkung Rengersdorf II lagen als zwei disjunkte Teile bis zu deren Auflösung im Gemeindegebiet von Rengersdorf. Zusammen genommen bilden sie aber weniger ab, als das Gebiet der ehemaligen Gemeinde Rengersdorf.